# Édgar Chinchilla
Édgar David Chinchilla López (sinh ngày 8 tháng 5 năm 1987 ở Guatemala City) là một cầu thủ bóng đá người Guatemala thi đấu ở vị trí tiền đạo cho Club Xelajú MC ở Liga Nacional de Fútbol de Guatemala.

## Quốc tế
Chinchilla ra mắt cho Đội tuyển bóng đá quốc gia Guatemala vào ngày 29 tháng 6 năm 2009 trước México, vào sân từ ghế dự bị. Anh có trận thứ hai ra sân cho đội tuyển quốc gia Guatemala vào ngày 7 tháng 9 năm 2012 trước Nhật Bản coming on as a half-time substitute for Johnny Alexander Girón Ochoa.